# Exit Through the Gift Shop
Exit Through the Gift Shop je dokumentární film režírovaný Banksym, který vypráví příběh Thierry Guetty, francouzského imigranta v Los Angeles a jeho posedlostí street artem. Film mapuje Guettovo neustálé natáčení každého momentu, od náhodného setkání se svým bratrancem, umělcem Invaderem, po jeho uvedení jako hostitele pouličních umělců Sheparda Faireyho a Banksyho, jehož anonymita je zachovávána zatemněním obličeje a pozměněním hlasu až do svého konečného ohlasu jako umělce. O filmu se vedou diskuze zda je pravdivý či smyšlený. Film měl premiéru na Sundance Film Festivalu v roce 2010 a byl také nominován na Oscara za nejlepší dokument.